# Waterville (Washington)
Pour les articles homonymes, voir Waterville.
Waterville est une ville américaine, siège du comté de Douglas dans l'État de Washington. La population de la ville s'élevait en 2000 à 1.163 habitants.

## Géographie
Waterville est située au centre de l'État de Washington à environ 150 kilomètres à l'est de Seattle.

## Histoire
Waterville a été fondée en 1885 et a été officiellement incorporée en 1890.